# Jacob Grojanowski
Jacob Grojanowski était un Juif polonais déporté au camp d'extermination de Chelmno, dont il s'évada le 19 janvier 1942. Il est connu pour son témoignage transmis par la résistance du ghetto de Varsovie au gouvernement polonais en exil à Londres.

## Éléments biographiques
Il est possible que le nom de Jacob Grojanowski (parfois orthographié Grojnowski) soit le pseudonyme de Shlomo Winer, un évadé mentionné dans le témoignage de Podchlebnik.
Affecté au Sonderkommando depuis deux semaines, Grojanowski s'évade le 19 janvier 1942. Il se réfugie tout d'abord dans la ville de Grabow, puis gagne le ghetto de Varsovie où il prend contact avec la résistance. Selon certains témoignages, il quitte ensuite le ghetto pour Zamosc, d'où il est déporté vers Belzec où il est gazé.